# Paula Fernandes
Paula Fernandes de Souza (født 28. august 1984 i Sete Lagoas, Minas Gerais, Brasilien) er en brasiliansk country/sertanejo-sanger.